# Coupe de Luxembourg 1960-1961
La Coppa di Lussemburgo 1960-1961 è stata la 36ª edizione della coppa nazionale lussemburghese disputata tra il 4 settembre 1960 e il 14 maggio 1961 e conclusa con la vittoria dell'Alliance Dudelange, al suo primo titolo.

## Formula
Eliminazione diretta in gara unica.

### Aggiornamenti
Da questa stagione la squadra vincitrice della Coupe de Luxembourg viene ammessa a partecipare alla Coppa delle Coppe.

### 1º Turno Preliminare
| Squadra 1            | Risultato   | Squadra 2                 |
| -------------------- | ----------- | ------------------------- |
| 4 settembre 1960     |             |                           |
| Alisontia Steinsel   | 2 − 5       | Les Ardoisiers Perlé      |
| Blo-Weiss Madernach  | 2 − 1 (dts) | Minerva Lintgen           |
| Jeunesse Junglinster | 1 − 3       | Iska Boys Simmern         |
| Kopstal 33           | 1 − 6       | Victoria Rosport          |
| Lorentzweiler        | 1 − 3       | Jeunesse Sportive Koerich |
| Mondercange          | 3 − 2       | US Esch                   |
| Red Boys Aspelt      | 5 − 3       | Tricolore Gasperich       |
| SC Rodange           | 4 − 3       | Mertert                   |
| Sanem                | 2 − 1       | CS Hollerich              |
| Sporting Bettembourg | 6 − 2       | UNA Strassen              |
| Swift Hesperange     | 4 − 3 (dts) | Titus Lamadelaine         |

### 2º Turno Preliminare
| Squadra 1                 | Risultato   | Squadra 2                     |
| ------------------------- | ----------- | ----------------------------- |
| 25 settembre 1960         |             |                               |
| AS Luxembourg             | 4 − 2       | Mansfeldia Clausen            |
| Atert Bissen              | 4 − 1       | Iska Boys Simmern             |
| Blo-Weiss Itzig           | 1 − 5       | Swift Hesperange              |
| Ehlerange                 | 0 − 4       | Sanem                         |
| Jeunesse Biwer            | 5 − 0       | Bigonville                    |
| Jeunesse Schieren         | 4 − 5       | Les Ardoisiers Perlé          |
| Jeunesse Sportive Koerich | 7 − 3       | Marisca Miersch               |
| Old Boys Consdorf         | 4 − 7       | Orania Vianden                |
| Red Star Merl             | 1 − 2       | Differdange                   |
| SC Rodange                | 3 − 2       | Arminia Weidingen             |
| Sporting Bettembourg      | 3 − 4 (dts) | Red Boys Aspelt               |
| US Bascharage             | 6 − 3       | Sandweiler                    |
| Victoria Rosport          | 3 − 2       | Olympia Christnach/Waldbillig |
| Blo-Weiss Madernach       | 6 − 6 (dts) | Jeunesse Useldange            |
| Mondercange               | 3 − 3 (dts) | Egalité Weimerskirch          |
| Progrès Grund             | 4 − 4 (dts) | Blue Boys Muhlenbach          |

| Squadra 1                    | Risultato | Squadra 2           |
| ---------------------------- | --------- | ------------------- |
| 28 settembre 1960 (Spareggi) |           |                     |
| Blue Boys Muhlenbach         | 5 − 0     | Progrès Grund       |
| Egalité Weimerskirch         | 4 − 1     | Mondercange         |
| Jeunesse Useldange           | 5 − 2     | Blo-Weiss Madernach |

### 3º Turno Preliminare
| Squadra 1                   | Risultato   | Squadra 2                 |
| --------------------------- | ----------- | ------------------------- |
| 23 ottobre 1960             |             |                           |
| Alliance Dudelange          | 5 − 0       | Jeunesse Hautcharage      |
| Amis des Sports Schifflange | 3 − 0       | Hamm 37                   |
| AS Luxembourg               | 5 − 3       | Egalité Weimerskirch      |
| Atert Bissen                | 1 − 8       | US Dudelange              |
| Avenir Beggen               | 0 − 2 (dts) | Pétange                   |
| Differdange                 | 9 − 2       | Blue Boys Muhlenbach      |
| Etzella Ettelbruck          | 1 − 2       | Daring Echternach         |
| Jeunesse Biwer              | 2 − 5       | Steinfort                 |
| Oberkorn                    | 4 − 1       | Red Black Pfaffenthal     |
| Orania Vianden              | 3 − 2 (dts) | Jeunesse Sportive Koerich |
| Racing Rodange              | 6 − 1       | Claravallis Clervaux      |
| Rapid Neudorf               | 6 − 1       | Jeunesse Useldange        |
| Red Boys Aspelt             | 4 − 2       | CS Rodange                |
| Remich                      | 2 − 1       | Sanem                     |
| Résidence Walferdange       | 2 − 5       | Jeunesse Wasserbillig     |
| Swift Hesperange            | 1 − 2       | Victoria Rosport          |
| The Belval Belvaux          | 2 − 1       | Jeunesse 07 Kayl          |
| US Bascharage               | 4 − 3       | Koeppchen Wormeldange     |
| US Niederwiltz              | 0 − 2       | Progrès Niedercorn        |
| Young Boys Diekirch         | 5 − 0       | Les Ardoisiers Perlé      |

### Sedicesimi di finale
| Squadra 1                   | Risultato   | Squadra 2                |
| --------------------------- | ----------- | ------------------------ |
| 20 novembre 1960            |             |                          |
| Differdange                 | 2 − 1       | Pétange                  |
| Daring Echternach           | 5 − 6       | Chiers Rodange           |
| Oberkorn                    | 1 − 3       | Aris Bonnevoie           |
| Orania Vianden              | 1 − 5       | Fola Esch                |
| Progrès Niedercorn          | 0 − 1       | Red Boys Differdange     |
| Racing Rodange              | 1 − 3       | Rumelange                |
| Rapid Neudorf               | 3 − 2 (dts) | Jeunesse Wasserbillig    |
| Red Boys Aspelt             | 2 − 5       | The National Schifflange |
| Remich                      | 2 − 14      | Spora Luxembourg         |
| Template:Calcio Steinford   | 2 − 5       | Jeunesse Esch            |
| The Belval Belvaux          | 1 − 3       | Stade Dudelange          |
| US Bascharage               | 1 − 3       | Union Luxembourg         |
| US Dudelange                | 12 − 0      | AS Luxembourg            |
| Victoria Rosport            | 0 − 6       | Tetange                  |
| Young Boys Diekirch         | 0 − 5       | Alliance Dudelange       |
| Amis des Sports Schifflange | 1 − 1 (dts) | Grevenmacher             |

| Squadra 1                    | Risultato | Squadra 2                   |
| ---------------------------- | --------- | --------------------------- |
| 27 novembre 1960 (Spareggio) |           |                             |
| Grevenmacher                 | 4 − 2     | Amis des Sports Schifflange |

### Ottavi di finale
| Squadra 1                | Risultato   | Squadra 2        |
| ------------------------ | ----------- | ---------------- |
| 22 gennaio 1961          |             |                  |
| Alliance Dudelange       | 3 − 0       | Stade Dudelange  |
| Aris Bonnevoie           | 2 − 11      | Union Luxembourg |
| Differdange              | 3 − 2       | Chiers Rodange   |
| Grevenmacher             | 3 − 0       | Rumelange        |
| Rapid Neudorf            | 0 − 4       | US Dudelange     |
| Red Boys Differdange     | 1 − 0       | Spora Luxembourg |
| Tetange                  | 1 − 1 (dts) | Jeunesse Esch    |
| The National Schifflange | 1 − 1 (dts) | Fola Esch        |

| Squadra 1                   | Risultato | Squadra 2 |
| --------------------------- | --------- | --------- |
| 25 gennaio 1961 (Spareggio) |           |           |
| Jeunesse Esch               | 2 − 0     | Tetange   |

| Squadra 1                   | Risultato | Squadra 2                |
| --------------------------- | --------- | ------------------------ |
| 26 gennaio 1961 (Spareggio) |           |                          |
| Fola Esch                   | 2 − 3     | The National Schifflange |

### Quarti di finale
| Squadra 1                | Risultato   | Squadra 2            |
| ------------------------ | ----------- | -------------------- |
| 16 aprile 1961           |             |                      |
| Jeunesse Esch            | 7 − 3       | Red Boys Differdange |
| The National Schifflange | 0 − 3       | Alliance Dudelange   |
| US Dudelange             | 5 − 1       | Differdange          |
| Union Luxembourg         | 1 − 1 (dts) | Grevenmacher         |

| Squadra 1                  | Risultato | Squadra 2    |
| -------------------------- | --------- | ------------ |
| 20 aprile 1961 (Spareggio) |           |              |
| Union Luxembourg           | 2 − 1     | Grevenmacher |

### Semifinali
| Squadra 1          | Risultato | Squadra 2     |
| ------------------ | --------- | ------------- |
| 23 aprile 1961     |           |               |
| Alliance Dudelange | 5 − 0     | Jeunesse Esch |
| Union Luxembourg   | 1 − 0     | US Dudelange  |

## Finale
| Arbitro: | Ady Blitgen |

|                                        |           |                         |
| Vandivinit 14’ Bellion 34’ Venanzi 49’ | Marcatori | 65’ Winandy 84’ Leonard |

| Alliance Dudelange | Union Luxembourg |

### Formazioni
| Alliance Dudelange |    |                   |  |     |  |
|                    |    |                   |  |     |  |
| POR                | 1  | Bruno Zangarini   |  |     |  |
| DIF                | 2  | Dino Piccinini    |  |     |  |
| DIF                | 3  | Louis Dickes      |  |     |  |
| DIF                | 4  | Jules Zambon      |  |     |  |
| DIF                | 5  | Jos Luzzi         |  |     |  |
| DIF                | 6  | Pierre Capitani   |  |     |  |
| CEN                | 7  | Marcel Vandivinit |  | 14’ |  |
| CEN                | 8  | Alfiero Venanzi   |  | 49’ |  |
| ATT                | 9  | Jacques Bellion   |  | 34’ |  |
| ATT                | 10 | Henri Cirelli     |  |     |  |
| ATT                | 11 | Narcisse De Paoli |  |     |  |
| A disposizione:    |    |                   |  |     |  |
| Allenatore:        |    |                   |  |     |  |
| ?                  |    |                   |  |     |  |

| Union Luxembourg |    |                  |  |     |  |
|                  |    |                  |  |     |  |
| POR              | 1  | Nico Schmitt     |  |     |  |
| DIF              | 2  | Armand Schettle  |  |     |  |
| DIF              | 3  | Ady Colas        |  |     |  |
| DIF              | 4  | Paul Krier       |  |     |  |
| DIF              | 5  | Félix Farina     |  |     |  |
| DIF              | 6  | Paul Ries        |  |     |  |
| CEN              | 7  | Gastón Bauer     |  |     |  |
| CEN              | 8  | Constant Winandy |  | 65’ |  |
| ATT              | 9  | Johny Leonard    |  | 84’ |  |
| ATT              | 10 | Mathias Ewen     |  |     |  |
| ATT              | 11 | Jean Crhisten    |  |     |  |
| A disposizione:  |    |                  |  |     |  |
| Allenatore:      |    |                  |  |     |  |
| ?                |    |                  |  |     |  |